# Association Vinçotte-Nucléaire
Pour les articles homonymes, voir AVN.
L'Association Vinçotte-Nucléaire (AVN) s'occupait du contrôle sur le terrain des centrales nucléaires belges de Doel et Tihange. Les inspections menées par AVN pouvaient avoir lieu à tout moment, dans tout domaine d'activités et sans restriction d'accès. AVN participait aux révisions de sûreté réalisées réglementairement par les exploitants tous les dix ans.
Toutefois, AVN n'effectue plus le contrôle des centrales et autres sites nucléaires en Belgique, cette activité ayant été reprise par la filiale Bel V de l'Agence fédérale de contrôle nucléaire en avril 2008.
Actuellement, AVN est une organisation de conseil en sûreté nucléaire.